# 沖谷昇
沖谷 昇（おきたに のぼる、1957年12月17日 - ）は、元NHK富山放送局長、元アナウンサー（スポーツ担当）。
北陸地方出身。福井県立高志高等学校、埼玉大学教養学部卒業。
1981年NHK入局。釧路放送局、福井放送局、東京アナウンス室、富山放送局などで勤務。ウインタースポーツなどを中心にスポーツアナウンサーとして活躍。
札幌放送局で3度目の勤務となった2005年からはアナウンス担当部長としての管理職業務が中心となり、以降スポーツ実況の世界からは遠ざかった。アナウンス室勤務（アナウンス室専任部長）を経て、2012年6月から富山放送局長等を務めた後、NHKを退職。

## 過去の担当番組
釧路放送局時代
- きょうの北海道くしろ キャスター
- 釧路FMリクエストアワー
- PGFMスタジオ

所属局不明
- アルペンスキー世界選手権（実況、1993年・雫石大会）
- 長野オリンピック（実況、1998年）
- FIFAワールドカップ（実況、1998年・フランス大会、2002年・日韓大会）
- スポーツ中継（サッカー、MotoGPなど）

札幌放送局時代
- ほくほくテレビ（中継リポーター　2002年4月の番組開始から2ヶ月間）
- 北海道環境アーカイブス（ナビゲーター 2008年5月・6月放送）
- 北海道クローズアップ（2009年2月27日、3月6日放送分 南山吉弘アナの休養によるキャスター代行）
- ほっからんど北海道（チーフプロデューサー）
- ホンネで北海道（随時、キャスター）